# Rinia
Rinia o Renea (en griego antiguo Ῥήνεια/Rhḗneia, en griego moderno Ρήνεια/Rínia) es una isla griega del Mar Egeo, perteneciente al archipiélago de las Cícladas, inmediatamente al oeste de la isla de Delos, de la que le separa un canal de unos 700 metros de anchura; a 9 km al suroeste de la isla de Míkonos, de la que depende administrativamente, y a 140 km al sureste de Atenas. También es denominada Gran Delos.
La orientación de Rinia es de norte a sur, con una longitud de 8 km. Se compone de dos partes unidas entre ellas por un istmo de 1,2 km de largo por 70 m de ancho en su punto más estrecho. Tiene una superficie total de 13,8 km². Su punto culminante, situado en la parte norte, alcanza los 136 m.
En la Antigüedad, fue conquistada por Polícrates de Samos y dedicada al culto de Apolo Delio. Tenía una ciudad del mismo nombre que la isla: Renea.
Servía de necrópolis a los delios y de refugio para las mujeres que estaban a punto de dar a luz, pues el carácter sagrado de Delos prohibía que allí tuvieran lugar nacimientos y defunciones. Estrabón decía que anteriormente la isla se había llamado Ortigia.
Hasta un pasado reciente, estaba habitada por apenas una veintena de personas. Actualmente está deshabitada. 